# Congettura di Borsuk
In matematica, la congettura di Borsuk è un problema di geometria discreta.

## Il problema
Nel 1932 Karol Borsuk mostrò che una qualsiasi palla 3-dimensionale in uno spazio euclideo poteva essere divisa in 4 solidi, ognuno dei quali aveva diametro inferiore a quello della palla iniziale. Più in generale, Borsuk mostrò che ogni palla d-dimensionale poteva essere divisa in d+1 solidi di diametro minore. Inoltre, provò anche che questo non era possibile con solo d solidi. Questo portò Borsuk a porsi una domanda, divenuta la congettura di Borsuk:
La seguente questione rimane aperta: Può ogni sottinsieme limitato E di {\displaystyle \mathbb {R} ^{n}} essere diviso in n+1 insiemi, ognuno dei quali ha diametro minore di E?
Il problema ha trovato una risposta positiva nei seguenti casi:
- d = 2, risultato originario di Borsuk (1932).
- d = 3, risultato di H. G. Eggleston (1955). Una dimostrazione più semplice fu successivamente data da Branko Grünbaum e Aladár Heppes (matematico).
- Per ogni d, se il solido è liscio e convesso. Risultato di Hugo Hadwiger (1946)
- Per ogni d se il solido ha simmetria centrale. Risultato di A.S. Riesling (1971)
- Per ogni d se il solido è di rotazione. Risultato di Boris Dekster (1995)

Il problema fu infine risolto nel 1993 da Jeff Kahn e Gil Kalai, che mostrarono che la risposta in generale è negativa. Il loro controesempio mostrava che d+1 solidi non sono sufficienti per d = 1325 e per ogni d > 2014.
Il miglior risultato attuale afferma che il problema ha risposta negativa per ogni d ≥ 64.
Oltre a trovare il minimo d per cui il numero di pezzi necessari {\displaystyle \alpha (d)} è maggiore di d+1, è interessante anche studiare il comportamento della funzione {\displaystyle \alpha (d)}. Kahn e Kalai mostrarono nel loro lavoro che in generale {\displaystyle \alpha (d)\geq (1.2)^{\sqrt {d}}}. Inoltre, Oded Schramm dimostrò che per ogni ε, se d è abbastanza grande, {\displaystyle \alpha (d)\leq \left({\sqrt {3/2}}+\varepsilon \right)^{d}}. L'ordine di grandezza di {\displaystyle \alpha (d)} è tuttora sconosciuto, anche se è stato congetturato che esiste una costante c > 1 tale che {\displaystyle \alpha (d)>c^{d}} per ogni d ≥ 1.